# Amara Dunqas
Amara Dunqas est le fondateur et premier dirigeant du Sultanat de Sennar, de 1504 à 1533 ou 1534.